# Верхнегалеевский сельсовет
Верхнегалеевский сельсовет (ранее Верхне-Галеевский сельсовет) — муниципальное образование в Зилаирском районе Башкортостана.

## История
Согласно Закону о границах, статусе и административных центрах муниципальных образований в Республике Башкортостан имеет статус сельского поселения.
До 1956 году Верхне-Галеевский сельсовет находился в составе Матраевского района, с упразднением района сельсовет перешёл в состав Зилаирского района.
С упразднением Зилаирского района в 1963 году Верхне-Галеевский сельсовет вошёл в состав Хайбуллинского района.
В ноябре 1965 года Зилаирский район реорганизован, Верхне-Галеевский сельсовет вновь вошел в данный район.

## Население
| 2002 | 2009 | 2010 | 2012 | 2013 | 2014 | 2015 |
| ---- | ---- | ---- | ---- | ---- | ---- | ---- |
| 702  | ↘682 | ↘610 | ↘583 | ↘571 | ↘547 | ↘524 |
| 2016 | 2017 | 2018 |      |      |      |      |
| ↘512 | →512 | ↘486 |      |      |      |      |

## Состав сельского поселения
| № | Населённый пункт | Тип населённого пункта          | Население |
| - | ---------------- | ------------------------------- | --------- |
| 1 | Верхнегалеево    | деревня, административный центр | ↘99       |
| 2 | Байгужино        | деревня                         | ↘253      |
| 3 | Сидоровка        | деревня                         | ↘226      |
| 4 | Бикъян           | деревня                         | ↘29       |
| 5 | Нижнегалеево     | деревня                         | →2        |
| 6 | Аралбаево        | деревня                         | ↗1        |